# ThinkPad

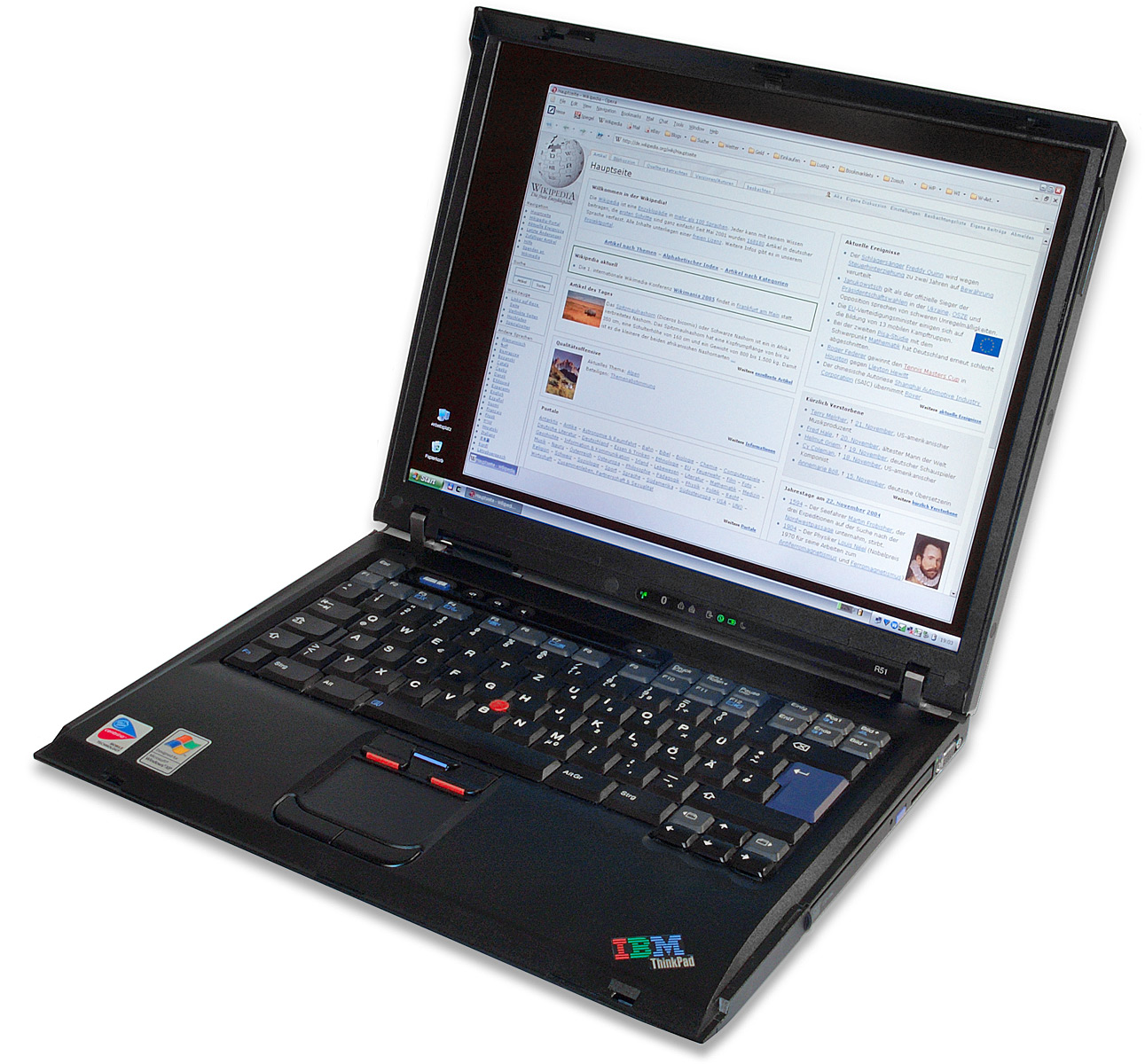
IBM Thinkpad R51

ThinkPad és una marca d'ordinadors portàtils originalment dissenyada, manufacturada i venuda per IBM. Des de l'any 2005, la Thinkpad ha estat manufacturada i promocionada per Lenovo, que va comprar la divisió d'ordinadors personals d'IBM. IBM va introduir la línia Thinkpad el 1992. El nom "Thinkpad" té els seus orígens en la història i cultura corporativa d'IBM. Thomas J. Watson 1 introduir la paraula "THINK !" com un eslògan d'IBM l'any 1920. Durant dècades, IBM va distribuir petits blocs de notes amb la paraula "THINK" estampada en una tapa color cafè de pell entre els empleats i clients. La llegenda diu que el nom Thinkpad va ser suggerit per a ordinadors mòbils per un investigador que tenia un bloc de notes "THINK" a la seva butxaca.